# Willa Sobtzicków w Raciborzu
Willa Sobtzicków – dawna reprezentacyjna willa przemysłowej rodziny Sobtzick wybudowana w latach 80. XIX wieku, obecnie znajduje się w niej Urząd Skarbowy w Raciborzu. W latach 30. XX wieku na terenie ogrodu dobudowano dwa budynki na potrzeby banku, obecnie mieści się w nich ING Bank Śląski Oddział w Raciborzu. Pierwotnie willa wybudowana została w stylu neorenesansowym, a obecnie posiada cechy modernizmu. Do dziś z pierwotnego wyglądu wnętrz zachował się hol główny, w którym znajdują się dwa portale małych drzwi, osiem kolumn w porządku doryckim i czterej atlanci.

## Historia
Pierwszym znanym właścicielem działki, która znajdowała się między ul. Górnych Wałów, a ul. Kolejową był sędzia Panstczick. Zakupił ją w 1817 roku. Kolejnym właścicielem była Jeanette von Hippel, która pochodziła ze znanej rodziny Strachwitz. W 1883 roku teren ten znalazł się w rękach rodziny Samoje. To oni w latach 80. XIX wieku wznieśli dom mieszkalny. 23 listopada 1899 roku został odkupiony od wdowy po Maksymilianie Samoje przez właściciela fabryki czekolady Franza Sobtzicka. Dokonał on przebudowy budynku na willę reprezentacyjną. Willa zwana była przez raciborzan Sobtzick-Villa. 
W 1915 roku w spadku willę otrzymała Anna Sobtzick, która była wdową po radcy handlowym Franzu juniorze. W 1918 roku budynek zajął Herman Sobtzick, syn Franza, który był jednym z właścicieli zakładów Roka, dawnej fabryki czekolady Franza Sobtzicka. 

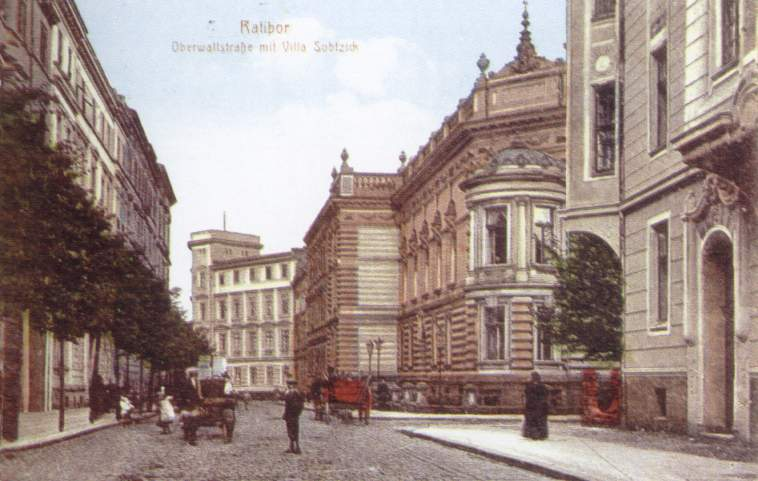
Willa Sobtzicków w latach 20. XX wieku

5 grudnia 1929 roku po bankructwie rodziny Sobtzicków willę przejęła raciborska cukrownia (Ratiborer Zuckerfabrik GmbH), a następnie około 1930 roku Bank Prowincji (Provinzialbank). Dokonał on gruntownej przebudowy budynku w celu adaptacji wnętrz obiektu na potrzeby świadczenia usług dla ludności. Mimo to uznano, że powierzchnia budynku jest niewystarczająca. Wtedy też dobudowano dwupiętrowe skrzydło od strony ul. Sienkiewicza, które mieściło na parterze najnowocześniejszą i największą na ówczesne czasy w Raciborzu bankową salę operacyjną. Ponadto znajdowały się w nim również dobrze zabezpieczone, nowoczesne i przestronne pomieszczenia skarbcowe. Budynek był wyposażony w najnowocześniejsze urządzenia, m.in. klimatyzację, czujniki temperatury czy automatyczną centralę telefoniczną. Od strony pl. Jagiełły dobudowano skrzydło trzypiętrowe. W kotłowni można było sprawdzić temperaturę w niektórych bankowych pomieszczeniach. W ważniejszych pokojach była możliwość regulacji napływu ciepłego i zimnego powietrza. Elewacja zyskała modernistyczny wygląd. W głównym holu kolumny i figury atlantów zostały zasłonięte otynkowaną ścianą. Dokonali tego 14 lipca 1931 roku Kaspar Krzisok i Georg Friemel. Napis o tym mówiący znajduje się po prawej stronie na kapitelu nad głową jednego z atlantów. W tym samym roku budowa pozostałych dwóch skrzydeł została zakończona. Data ta widoczna jest przed wejściem do budynku banku.
W 1933 roku po objęciu władzy w Niemczech przez nazistów zlikwidowano wszystkie urzędy prowincji górnośląskiej mieszczące się w mieście. W 1934 roku zlikwidowano Bank Prowincji. Budynek stał się wtedy własnością skarbu III Rzeszy, a pomieszczenia od strony ul. Sienkiewicza i pl. Jagiełły użyczono filii wrocławskiego Śląskiego Banku Krajowego (Schlesische Landesbank). Natomiast pomieszczenia przy ul. Drzymały zajął urząd skarbowy (Finanzamt). 29 marca 1940 roku budowlę przejęło ministerstwo finansów III Rzeszy (Reichsfinanzverwaltung). 
Po przejęciu miasta przez wojska radzieckie budynek nie doznał większych zniszczeń. W 1945 roku wojska radzieckie przy pomocy wystrzału z działa 76 mm wykonały otwór w ścianie skarbca, gdyż nie udało im się otworzyć ani wysadzić jego drzwi. W marcu 1945 roku pomieszczenia bankowe zajął Narodowy Bank Polski. W skrzydle od strony pl. Jagiełły na wszystkich trzech kondygnacjach urządzono mieszkania, a dawną willę od strony ul. Drzymały zajął urząd skarbowy. W 1945 roku radzieccy szabrownicy odsłonili kolumny i figury atlantów znajdujące się w holu budynku, lecz zostały ponownie zasłonięte w 1950 roku. W tym samym roku urząd skarbowy stał się wydziałem finansowym prezydium powiatowej rady narodowej. Wtedy też do budynku przy ul. Drzymały przeniosły się władze powiatowe. W 1975 roku rady powiatowe zostały zlikwidowane, a budynek był zajmowany przez wiele instytucji i organizacji. Znajdowało się tutaj m.in. Archiwum Państwowe oraz biuro opracowujące projekty dla Zakładów Elektrod Węglowych. W 1990 roku biuro projektów zostało zlikwidowane, a do budynku przeniósł się Urząd Skarbowy w Raciborzu. W maju 1995 roku uroczyście oddano odrestaurowany hol główny budynku.

## Architektura

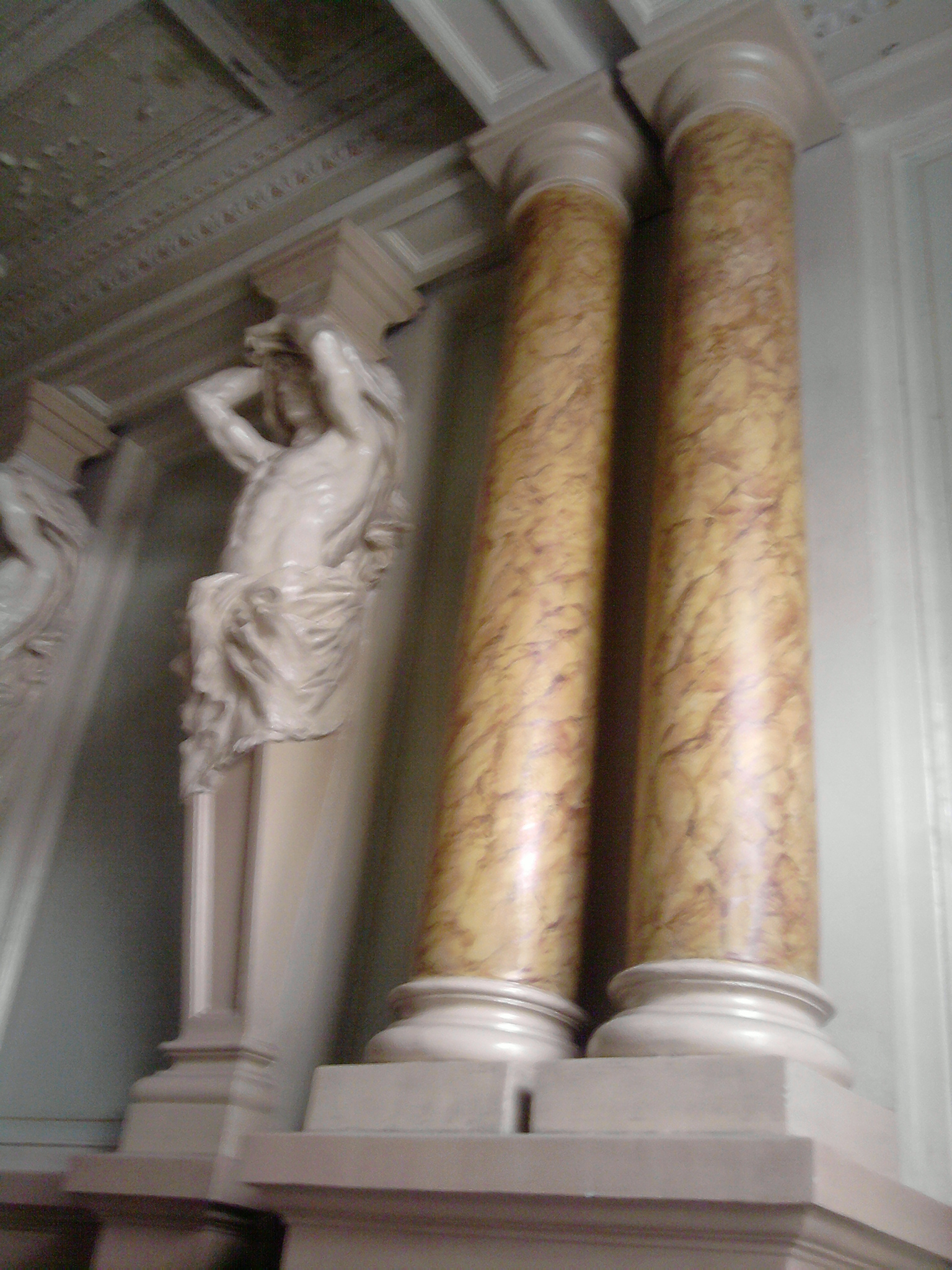
Kolumny, figury atlantów i architrawy

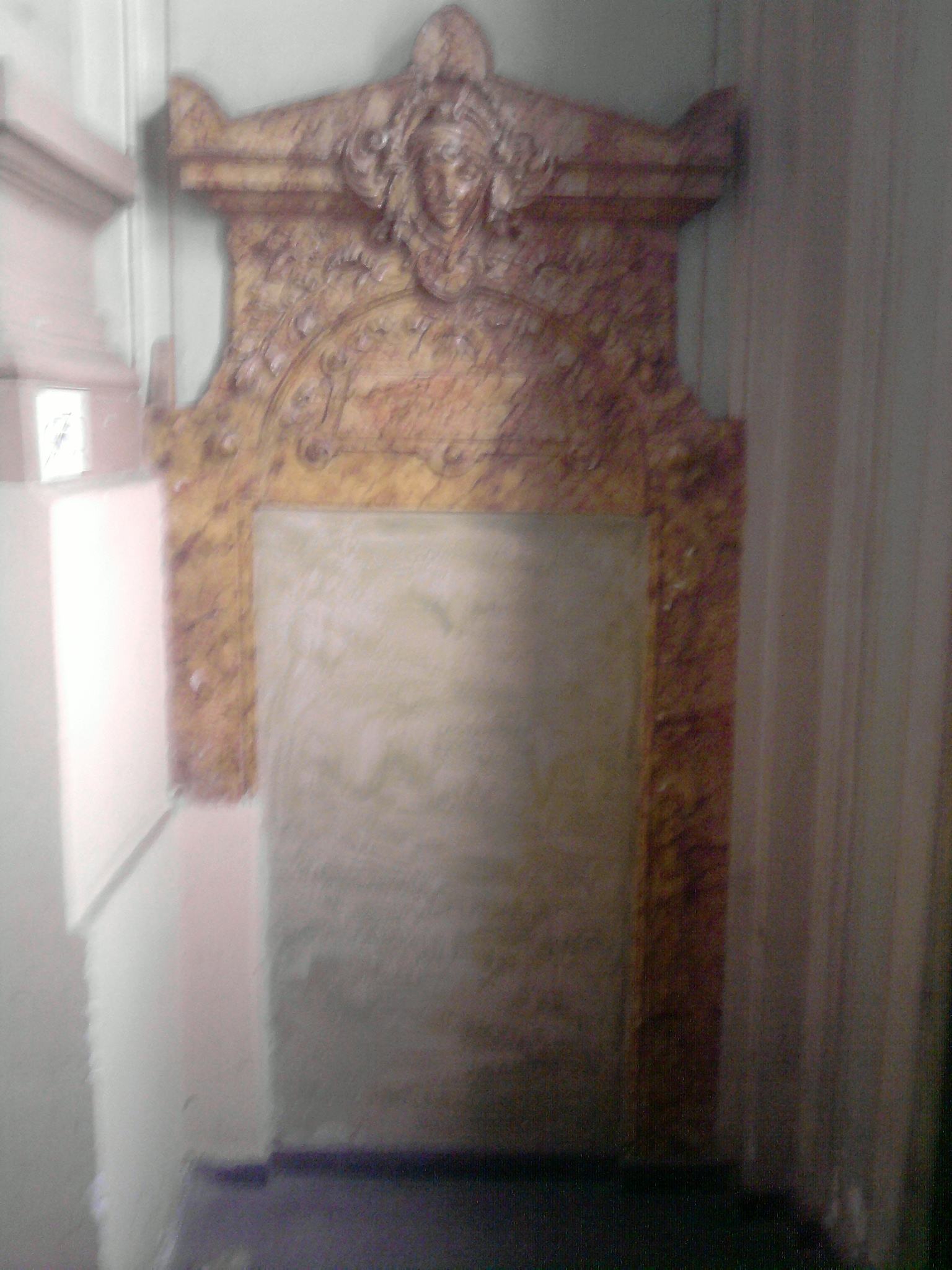
Jeden z portali małych drzwi

Willa powstała w latach 80. XIX wieku, obecnie elewacja posiada modernistyczny wygląd. Jest to trzykondygnacyjny budynek (pierwotnie był dwukondygnacyjny) z modernistyczną fasadą. 
W wyniku przebudowy przez Franza Sobtzicka powstała neorenesansowa willa. Budynek zyskał dodatkową kondygnację i był piętrowy. W elewacji widoczne były bogate zdobienia. Parter oraz naroża były boniowane. Naroże od strony ul. Sienkiewicza zyskało kształt rotundy, w której na każdej kondygnacji znajdowały się 3 okna. Dodatkowo między oknami pierwszego piętra znajdowały się pilastry z jońskimi kapitelami. Całość nakryta była kopułą z licznymi zdobieniami. Wzdłuż ul. Drzymały nad oknami pierwszego piętra znajdowały się ozdobne kartusze. Natomiast na piętrze części przy ul. Sienkiewicza okna były znacznie wyższe i znajdowało się tam wyjście na taras. Płaski dach otaczała balustrada. Od strony ul. Drzymały prowadziło główne wejście do rezydencji. W holu głównym, a dawnym westybule po obu stronach znajdowały się drzwi do pomieszczeń dla służby i pomieszczeń gospodarczych. Znajdowały się one w niskich, ale bogato zdobionych portalach. Ściany są zdobione dekoracją stiukową. W głębi, na wysokości schodów widoczna para kolumn w porządku doryckim po każdej stronie, które podtrzymują belkę architrawu. Dalej, pośrodku znajdują się przy ścianie pary atlantów po każdej stronie, które podtrzymują architraw. Za figurami atalntów znajduje się po obu stronach para tych samych, doryckich kolumn, prowadziły one niegdyś do hallu. W środku prostokąta, który tworzą architrawy widoczny płaski kaseton z secesyjną polichromią z roślinnymi motywami. Na freskach widoczne są przede wszystkim liście dębowe z dużą liczbą złoceń. Dwubiegowe schody prowadziły z dużego hallu na parterze na reprezentacyjne piętro. Można przypuszczać, że klatka schodowa oraz halle na parterze i piętrze były równie okazałe jak hol przy wejściu. W części od ul. Sienkiewicza i narożniku w kształcie rotundy znajdowała się sala koncertowo-balowa. Za nią na dużej działce ciągnącej się od ul. Sienkiewicza przez pl. Jagiełły w stronę ul. Kolejowej znajdował się ogród, mały park oraz duża oranżeria. W oranżerii znajdowała się również sala bilardowa z kilkoma stołami do gry. W suterenie budynku mieściły się mieszkania dla służby i ogrodnika, pomieszczenia gospodarcze oraz kuchnia.

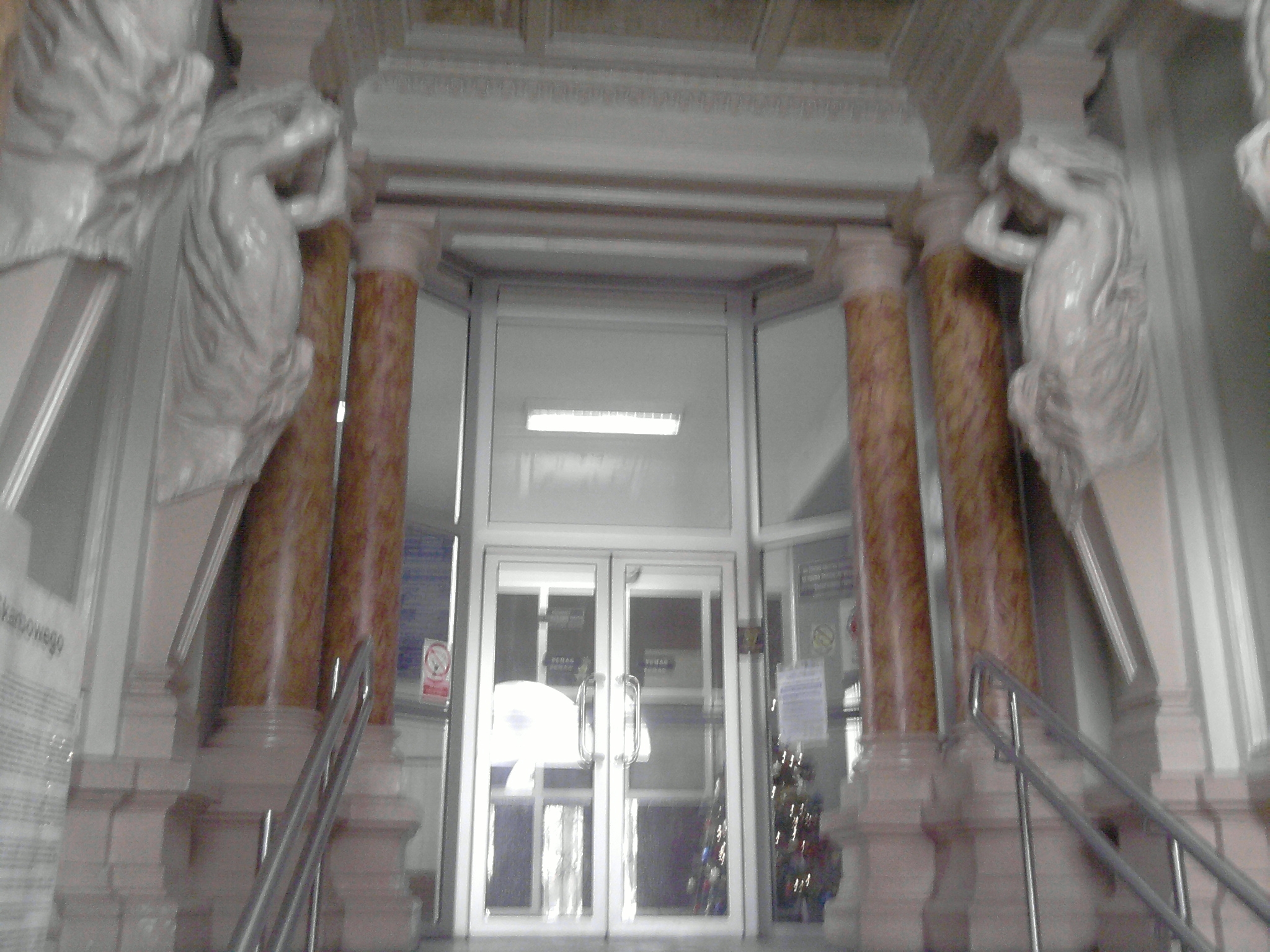
Hol główny

W wyniku przebudowy w latach 30. XX wieku elewacja została pozbawiona wszelkich zdobień, a wysokość rotundy została podwyższona do wysokości dachu. Kunsztowna balustrada mieszcząca się na dachu została zdjęta. Na strychu znalazły się biura z bardzo szerokimi oknami, które znacznie różnią się od tych znajdujących się na piętrze. Wzdłuż ul. Sienkiewicza powstało dwukondygnacyjne skrzydło, które było niższe od budynku dawnej willi. Podobnie jak w przypadku starego budynku, dach nowego był również płaski. Bryła starego i nowo wybudowanego budynku znacznie różniły się wysokością. Widoczne jest to po przekroczeniu głównego wejścia do pomieszczeń obecnego banku. W hallu banku po lewej stronie znajdują się schody, które prowadzą na wysokość parteru dawnej rezydencji Sobtzicków. Podobne skrzydło powstało od strony pl. Jagiełły, jednak posiadało ono trzy kondygnacje i wysoki, spadzisty dach. Związane to było z dostosowaniem budynku do istniejącej i przyległej zabudowy Domu św. Notburgi. Oba nowe skrzydła zostały wybudowane w modernistycznym stylu. Na potrzeby banku przeznaczono również część dawnej willi, m.in. dawną salę balowo-koncertową. Usunięto z nich elementy dekoracyjne i podzielono na mniejsze pomieszczenia. Do dzisiaj pozostały dwubiegowe, marmurowe schody ze zwykłą metalową poręczą. Wcześniej schody zdobiła dekoracyjna balustrada. Kolumny i figury atlantów zostały przesłonięte gipsową ścianą, gdyż ich usunięcie mogło naruszyć konstrukcję stropu.
Do dziś przetrwała jedynie dekoracja holu głównego. Wnętrza odkryto ponownie w 1994 roku i zostały odrestaurowane przez rzeźbiarza Georga Lattona z Krzyżanowic. Pierwotna dekoracja była utrzymana w kolorach czerni, a jej fragment widoczny jest do dziś nad drzwiami wejściowymi. Jest to jedyna pozostałość po wnętrzach dawnej willi.